# Magilla Gorilla
Magilla Gorilla (br: Maguila, o Gorila / pt: Gorila Maguila) é um personagem de desenho animado de Hanna-Barbera. A série foi produzida de 1964 a 1965. Em cada sessão, eram intercalados os desenhos de Bacamarte & Chumbinho e do Coelho Ricochete (e seu companheiro Blau-Blau).
Maguila mora na loja de animais do senhor Peebles, e está sempre na vitrine. De vez em quando Maguila é comprado por alguém, mas sempre acaba devolvido para a loja, para desespero do dono que acha que gasta muito com bananas para alimentá-lo. Nessas saídas, às vezes Maguila causa desastres devido a sua imensa força.
Maguila retorna na série Yogi's Gang de 1973. Foi exibido no SBT em meados de 2001 a 2003.
Maguila participa do episódio "Libertem o Maguila" da série "Harvey, o advogado". Desenho feito para o bloco "Adult Swim" do Cartoon Network. Nesse episódio Maguila é levado da loja do senhor Peebles por ativistas dos direitos animais nada éticos (referência à PETA).
O pugilista brasileiro Adilson Rodrigues recebeu a alcunha "Maguila" por sua semelhança ao porte físico do personagem.
Em 2013 a série volta a ser exibida no SBT, agora no Sábado Animado.

## Dubladores

### Nos Estados Unidos
- Maguila: Allan Melvin.
- Sr. Peebles: Howard Morris.
- Oreu: Jean Vander Pyl.

### No Brasil
- Maguila: Flávio Galvão
- Sr. Peebles: Older Cazarré (1ª voz) / José Soares (2ª voz)
- Oreu: Aliomar de Matos (1ª voz) / Maria Inês (2ª voz)